# Landgericht Waldsassen
Das Landgericht Waldsassen war ein von 1810 bis 1879 bestehendes bayerisches Landgericht älterer Ordnung mit Sitz in Waldsassen im heutigen Landkreis Tirschenreuth. Die Landgerichte waren im Königreich Bayern Gerichts- und Verwaltungsbehörden, die 1862 in administrativer Hinsicht von den Bezirksämtern und 1879 in juristischer Hinsicht von den Amtsgerichten abgelöst wurden.

## Geschichte
Im Jahr 1810 wurde im Verlauf der Verwaltungsneugliederung Bayerns das Landgericht Waldsassen errichtet. Dieses wurde dem Mainkreis zugeschlagen, dessen Hauptstadt Bamberg war.
Anlässlich der Einführung des Gerichtsverfassungsgesetzes am 1. Oktober 1879 wurde das Amtsgericht Waldsassen errichtet, dessen Sprengel identisch mit dem ehemaligen Landgerichtsbezirk Waldsassen war und aus den Ortschaften Fuchsmühl, Großensees, Großensterz, Groschlattengrün, Kondrau, Konnersreuth, Lengenfeld bei Groschlattengrün, Leonberg, Mitterteich, Münchenreuth, Bad Neualbenreuth, Ottengrün, Pechofen, Pfaffenreuth, Pleußen, Querenbach, Rodenzenreuth, Schönhaid, Voitenthan, Walbenreuth, Waldershof, Waldsassen, Wernersreuth und Wiesau bestand.